# Paul Bernard Vogel
 (mai 2012).
Pour les articles homonymes, voir Vogel.
Ne pas confondre avec le directeur de la photographie américain Paul Vogel.
Paul Bernard Vogel, né en 1899 et mort en 1972, est un industriel suisse, propriétaire des manufactures Solvil et Titus.

## Vie professionnelle
En 1930, Paul Bernard Vogel, héritier d'une famille d'industriels de Suisse romande et membre de la haute société genevoise, acquiert les manufactures Solvil et Titus et Paul Ditisheim de leur fondateur, l'horloger Paul Ditisheim. À la différence de ce dernier, Paul Bernard Vogel n'est pas un horloger mais un capitaine d'industrie, il décide de déplacer le siège social de ses manufactures à Genève et planifie leur expansion industrielle autour de deux axes : la division des activités entre production de luxe et production de grande consommation et l'internalisation des activités.

### Internationalisation des activités
Paul Bernard Vogel avait « anticipé la nécessité de l'élargissement et de la démocratisation du marché des montres et de la mise en en place d'un système de distribution international » et présida ainsi au développement des activités de Solvil et Titus à l'international. 
Au début des années 1960, surfant sur le boom économique des Tigres asiatiques, il envoya son fils Paul développer le groupe familial en Asie. La mission fut un succès, Solvil et Titus devenant l'une des marques horlogères les plus populaires d'Asie du Sud-Est.

### Division des activités
À partir du début des années 1950, Paul Bernard Vogel, conscient du l'essor de la consommation de masse décide de diviser sa société entre une petite production de montres de luxe sous les marques Paul Ditisheim et Solvil et Titus, Genèveet une production de montres meilleur marché sous les marques Titus et Solvil afin de satisfaire la démocratisation du marché de l'horlogerie. 
Grâce à cette nouvelle orientation, Solvil et Titus participe au développement des toutes premières montres mécaniques et électroniques grand public. 
En 1968, Paul Bernard Vogel prend la direction de la toute nouvelle Société des Gardes-Temps SA, un conglomérat de manufactures horlogères grand public qui est alors la troisième plus grande société horlogère du monde. La Société des Gardes-Temps a également la particularité d'avoir une dimension internationale : elle conclut ainsi un accord de licence avec Elgin Watch en 1973 et achète la Waltham Watch Company – ce qui représente à l'époque le plus important investissement étranger de l'industrie horlogère suisse.

## Vie privée
Paul Bernard Vogel épousa Suzanne Eberhard, une des héritières de la famille Eberhard, par laquelle il fut lié aux principales familles qui dominaient l'industrie horlogère suisse de l'époque : les Eberhard (Eberhard & Co), Blum (Ebel) et Ditisheim (Movado, Vulcain). Le couple était l'un des piliers de la haute société genevoise de leur époque, Paul Bernard étant notamment président de « Montres et Bijoux », la principale association des sociétés horlogères et des joailliers suisses, dont les célébrations rythmaient l'agenda mondain.
Paul Bernard était aussi réputé pour être un collectionneur et mécène des arts. Une autre des passions de Paul Bernard était les orchidées dont il cultivait des variétés du monde entier dans les serres de son domaine des bords du lac Léman, le Breuil, à Versoix. Les orchidées était vendues chez un fleuriste de luxe baptisé d'après le domaine et qui existe toujours aujourd'hui.